# Ramon VI de Tolosa
Ramon VI de Tolosa, anomenat el Vell (Sant Geli (Llenguadoc), 27 d'octubre de 1156 - Tolosa, 2 d'agost de 1222), fou comte de Melguelh (Ramon IV, 1173-1190), comte de Tolosa, duc de Narbona i marquès de Provença (de 1194 a 1222). És un dels comtes occitans més famosos per la seva implicació a la Croada albigesa.

Segons la genealogia tradicional dels comtes de Tolosa, establerta en la Història General del Llenguadoc, és Ramon VI; tanmateix alguns estudis crítics moderns han pogut establir que dos comtes anomenats Ramon n'havien estat omesos. Així, doncs, aquest comte hauria de ser Ramon VIII.

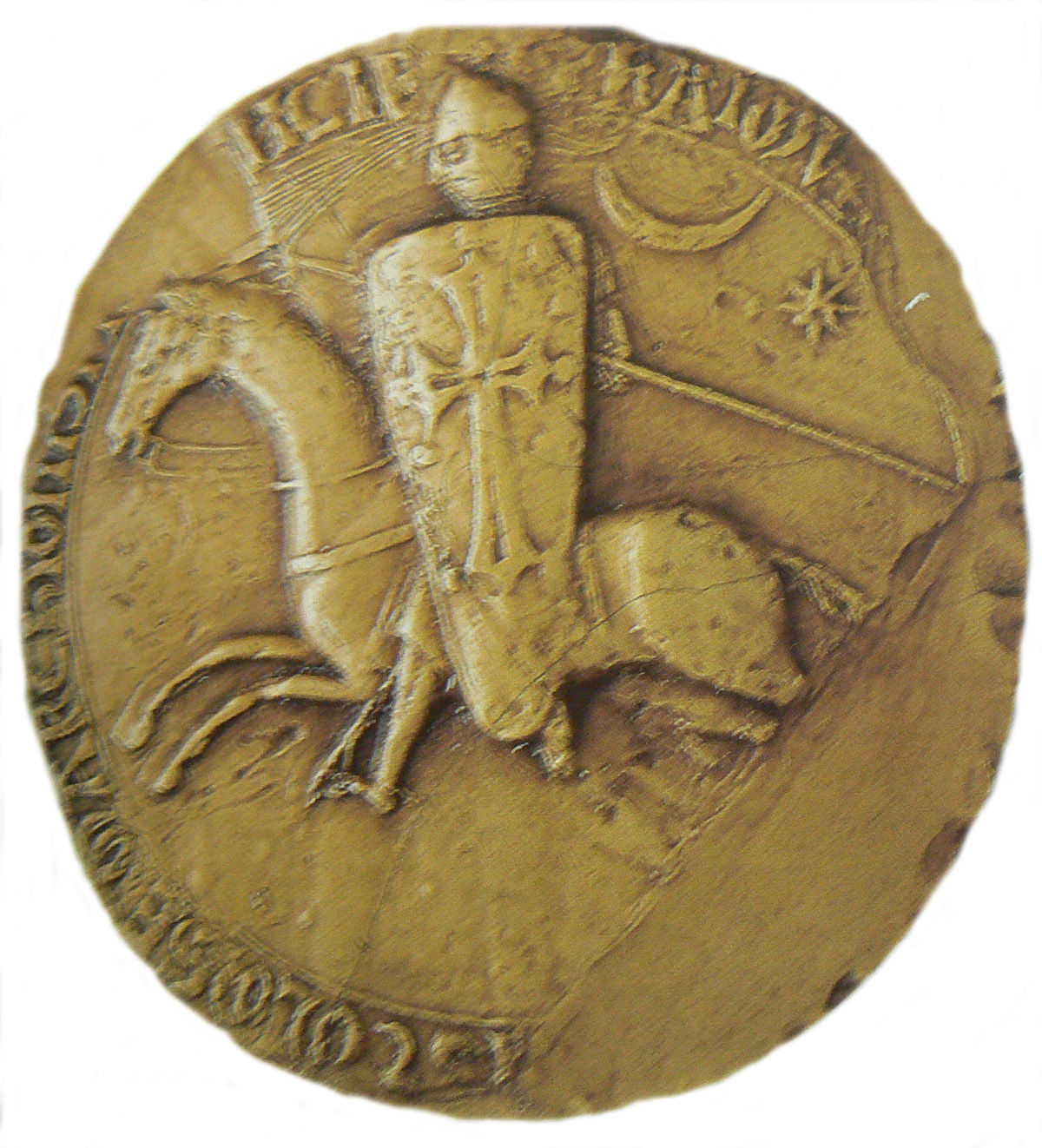
Segell del comte Ramon VI de Tolosa

## Biografia
Ramon VI era el fill de Ramon V i de Constança, germana del rei Lluís VII de França. Succeí el seu pare com a comte de Tolosa el 1194.
Es casà cinc vegades:
- Ermessenda I, comtessa de Melguelh, que morí el 1175.
- Beatriu de Carcassona-Besiers, que repudià.
- Joana d'Anglaterra, germana de Ricard I d'Anglaterra, a Rouen l'octubre de 1196, que li portà el comtat d'Agenès com a dot. Va ser la mare del seu hereu, Ramon VII.
- La Damsel de Chypre, filla d'Isaac Comnè, que també repudià.
- Elionor, germana de Pere el Catòlic, el 1204, després de quedar vidu (1198).

A Tolosa, mantingué les llibertats municipals, multiplicà les exempcions fiscals i vetllà per la seguretat a tot el territori municipal. Una de les seves primeres actuacions va ser de restablir la pau amb la corona d'Aragó i amb Ramon Roger Trencavell, vescomte de Carcassona, Besiers, Albí i Rasès. El 1198 s'alià amb el rei Ricard I d'Anglaterra per anar en contra de Felip II de França. Cessà completament la política d'hostilitat envers el Casal de Barcelona el 1204 quan signà un tractat d'ajut mutu amb Pere el Catòlic i el seu germà Alfons II de Provença.

### La Croada contra els càtars i el comte de Tolosa
Poeta i refinat, no li agradava la guerra però no li faltava energia com ho testimonia l'altercat del 15 de gener de 1208. Per negar-se a procedir contra els seus súbdits càtars, el Papa Innocenci III li envià el seu legat Pere de Castellnou, des de l'abadia de Fontfreda, que fou assassinat. De seguida l'església l'acusà d'haver demanat l'assassinat del legat, provocant la seva excomunió i la crida a la croada llançada pel papa. Obtingué el perdó després d'haver-se humiliat públicament i de posar-se al costat dels croats a l'abadia de Sant Gèli, el 18 de juny de 1209, davant l'avanç de l'armada croada, dirigida per Arnaud Amaury, abat de Citeaux i legat del papa.
Davant els fets que comportaren les croades (presa i massacre de Besiers, saqueig i presa de Carcassona i mort de Ramon Roger Trencavell), dirigits des d'agost 1209 per Simó de Montfort i l'amenaça d'hostilitat constant dels legats del papa cap a la seva persona i el seu feu, va canviar de camp. Novament fou excomunicat (el 1211 arran del concili de Montpeller) pel fet de no voler lliurar els tolosans acusats d'heretgia. Organitzà aleshores la resistència contra els croats.
Simultàniament, vers la primavera del 1211 refermà els seus lligams amb Catalunya-Aragó celebrant el matrimoni del seu fill, Ramon VII el Jove, amb Sança, germana petita del rei Pere I.
El 27 de gener de 1213 Ramon VI reté homenatge a Pere I. El mateix rei va viure un temps a la capital tolosana i des d'allà treballà per aconseguir una solució acceptable per a tots. Havent fracassat en aquest intent, rebé els juraments de fidelitat de Ramon VI i del seu fill, que ratificaren els cònsols de Tolosa. Com que Comenge, Foix i Bearn feren igualment, gairebé tot Occitània es trobava sota la sobirania del Catalunya-Aragó. El rei s'instal·là al Castell Narbonès amb la seva mainada aragonesa i alguns nobles catalans.

### La batalla de Muret
Òbviament això suscità la reacció conjunta del rei de França i del papa. Aquest homenatge durà fins a la lluita entre tots dos camps que es coneix com a batalla de Muret. El rei, que era a Lleida, aplegà un petit exèrcit i travessà els Pirineus. Es va unir als comtes de Tolosa, de Foix i de Comenge, i posaren setge a Muret el 10 de setembre de 1213. El dia 12 els contendents lluitaren en batalla campal, en la qual Ramon VI es cuidava de la rereguarda. En la batalla morí el rei Pere, sense que el comte de Tolosa hagués entrat en lluita. En la retirada molts tolosans moriren ofegats en travessar la Garona.
Més diplomàtic que guerrer, no va poder parar la conquesta de Tolosa per Simó de Montfort. S'exilia llavors a la cort d'Anglaterra.

### El retorn d'en Ramon VI
En retornà l'any següent i hom li lliurà el seu germà Baldoví, que li havia fet traïció el 1211. El comte de Foix l'executà penjant-lo a una noguera. Per fi, el 18 d'abril de 1214 els tres comtes occitans se sotmeteren al cardenal legat en el concili de Montpeller (gener del 1215) on se'ls hi ordena el lliurament del comtat de Tolosa a Simó de Montfort.
Els tres comtes occitans anaren a Roma, juntament amb el fill del comte de Tolosa. El Concili del Laterà deixà a Simó de Montfort totes les seves conquestes. El 1216 Simó prengué possessió de Tolosa i el 7 de març feu prestar jurament de fidelitat als seus habitants.
El maig de 1216 després d'haver desembarcat triomfalment a Marsella, Ramon VI i el seu fill, organitzaren un exèrcit, dirigit per aquest. Així el futur Ramon VII de Tolosa posà el setge de Bellcaire que va prendre el 24 d'agost.
Mentrestant, Ramon VI acudí a la cort de Pallars i hi organitzà una expedició per reprendre Tolosa, i després de derrotar els croats a la batalla de Salvetat, el 12 de setembre de 1217, reprèn Tolosa però Simó de Montfort s'hi oposa immediatament. El 25 de juny de 1218, morí Simó amb el cap esclafat per una pedra. Hi hagué encara un nou setge de Tolosa i un nou fracàs, i poc després Ramon VI morí després d'haver recuperat una gran part dels seus estats i d'haver premiat la fidelitat dels tolosans amb generosos privilegis.
El fill de Simó, Amalric de Montfort, ajudat per Lluís VIII el 1226, li va permetre de recobrar la major part del comtat.